# Jaroslav Řehna
Jaroslav Řehna (* 19. dubna 1945 Kutná Hora) je český sochař.

## Život
Jaroslav Řehna se věnoval horolezectví a pracoval jako restaurátor kamenných soch. V roce 1968 se spřátelil se sochařem Jiřím Seifertem, který v následujících letech normalizace představoval vzor morální integrity a pro Jaroslava Řehnu byl i soukromým učitelem.
Jaroslav Řehna žije a pracuje v Dobřichovicích.

## Dílo

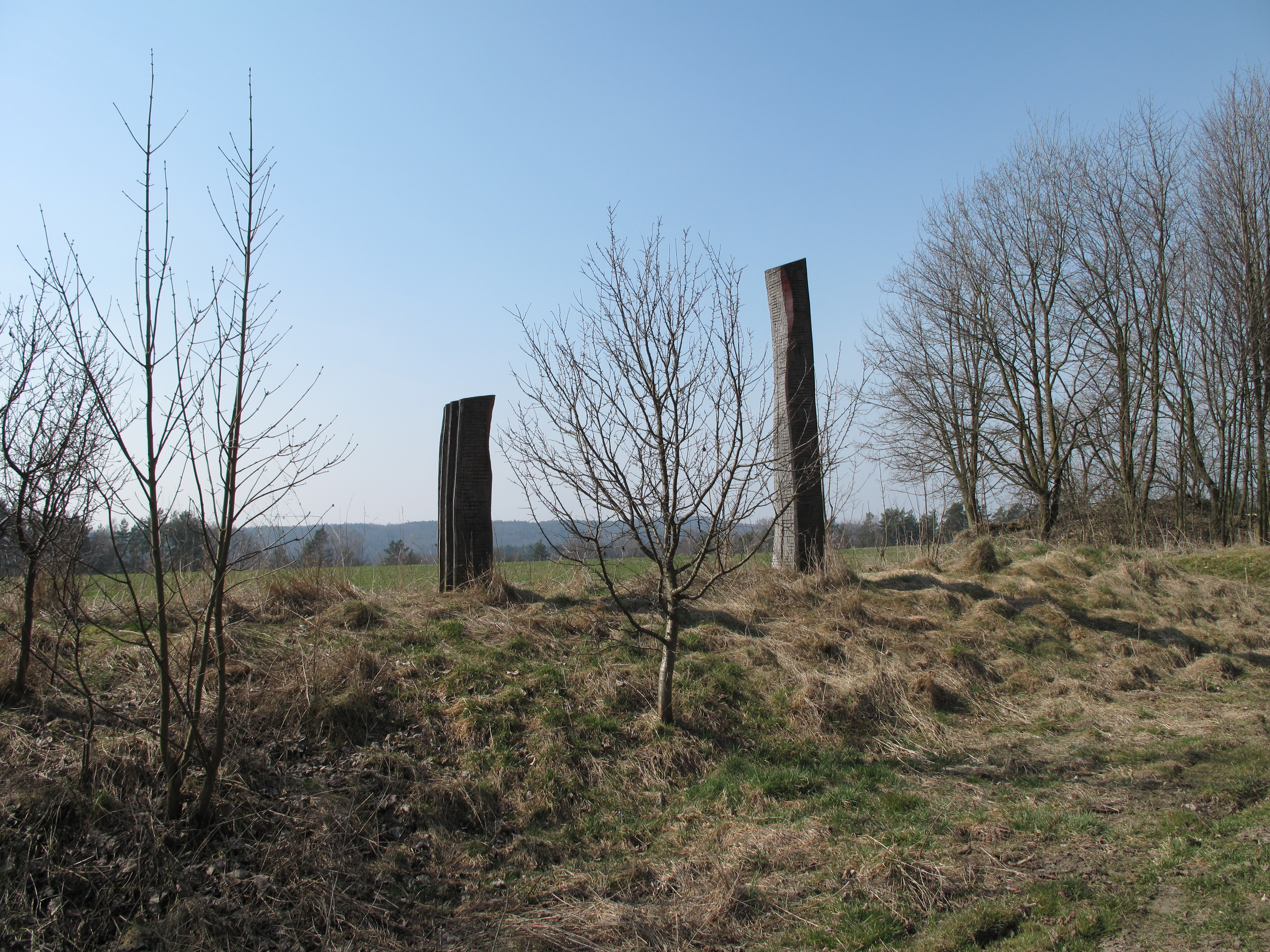
Strážci, dřevo, 2002, katastr obce Strážiště (galerie)

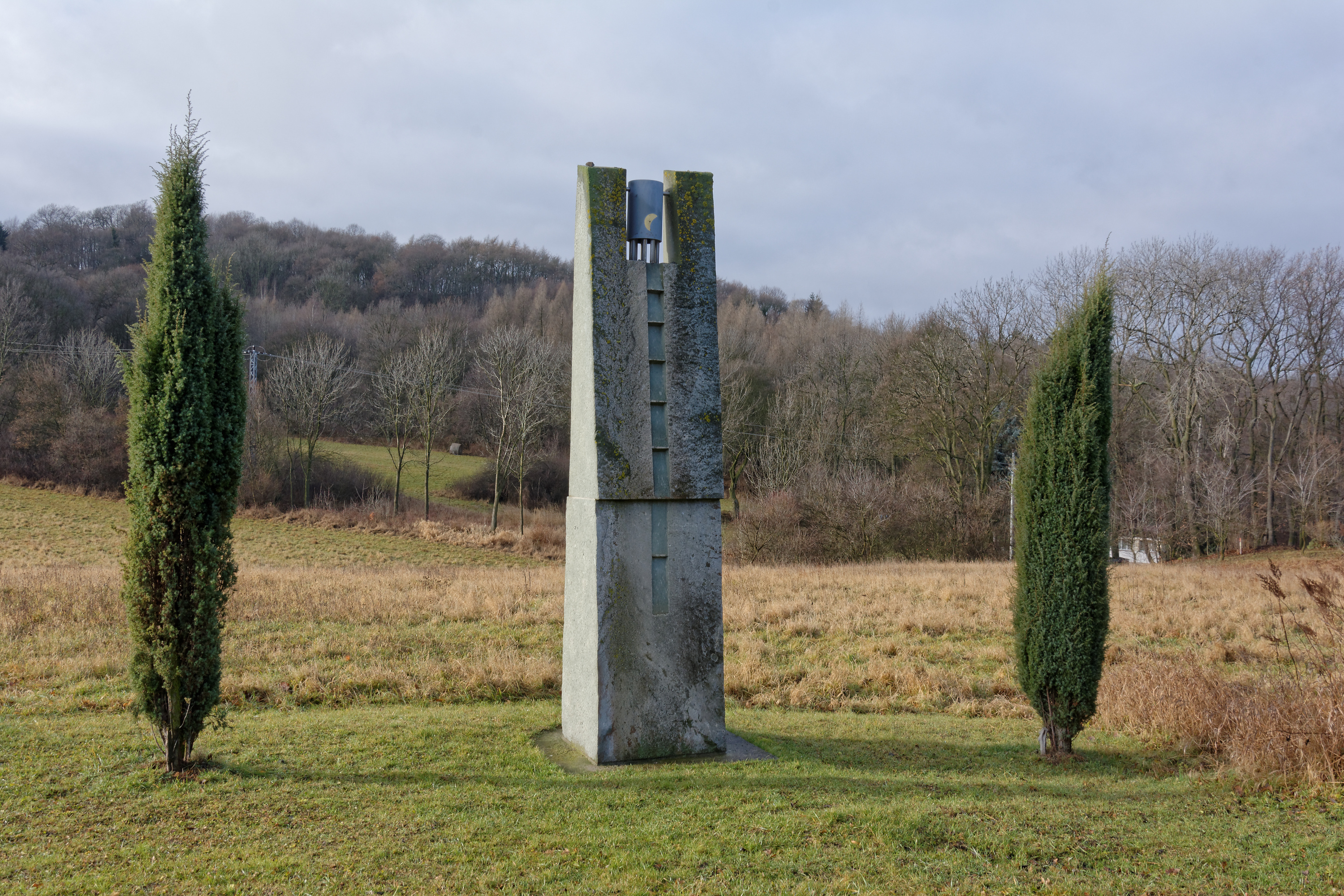
Kampanella, 2002, Cesta přátelství, Bílka

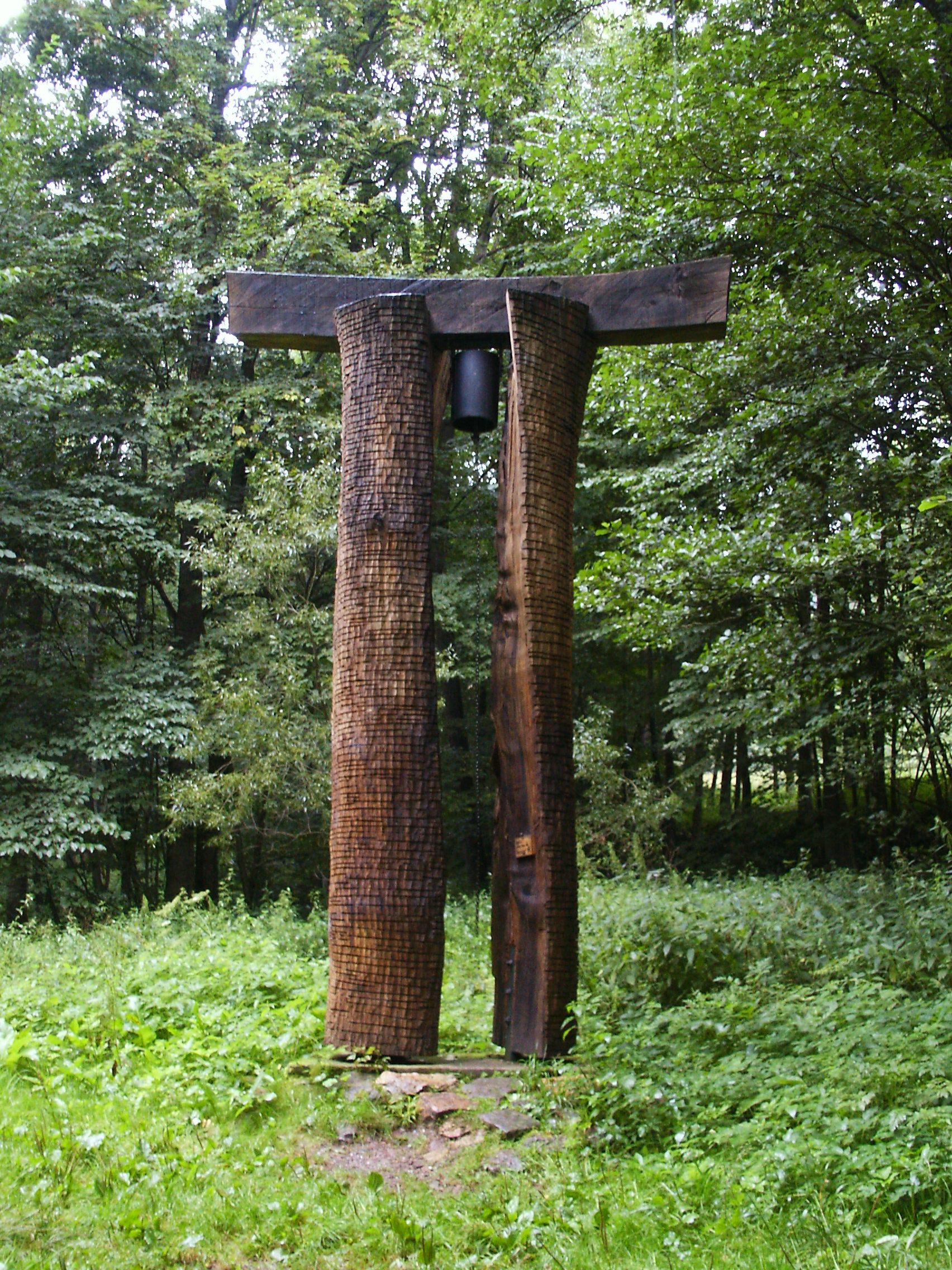
zvonice ve Sklenářovicích, 2008

Sochy Jaroslava Řehny jsou většinou abstraktní tvary inspirované přírodou (Bez názvu, slivenecký mramor, 1997, carrarský mramor, 1999) a podobně jako u Barbary Hepworth v názvu často odkazují k nějaké obecné formě (Zvířecí forma, žula, 1998; Krystalická forma, mramor, 1999).
Sochař pracuje se dřevem i kamenem a je autorem několika monumentálních realizací, které vznikly během sochařských sympozií nebo mezinárodních projektů (Zvonice, 2002). Často spolupracuje s Janem Koblasou (Mahlerův Park v Jihlavě). Jeho komorní kamenné sochy se vyznačují velkým citem pro materiál a tvarovou harmonií (Zvon, žula, 1996; Pokus o levitaci, žula, 2000; Oblouk, žula, 2002).

### Sympozia
- 1996 Dřevosochařské symposium Stromovka, Park Stromovka, České Budějovice
- 1997–2002 Mezinárodní sochařské sympozium, Klášter Mnichovo Hradiště
- 2002 Cesta přátelství, Bílka pod Milešovkou
- 2003 Cesta mramoru, Dobřichovice

### Realizace
- Kyvadlo, Klášter Hradiště nad Jizerou
- 2008 Zvonice, dřevo, Sklenářovice
- 2002 Kampanella, kámen, Cesta přátelství, Bílka pod Milešovkou
- 2003 Na cestě, mramor, Dobřichovice

### Výstavy

#### Autorské
- 1998 Státní hrad Lipnice – Galerie výtvarných umění, Havlíčkův Brod (společně se Silvií Billeter a Jiřím Seifertem)
- 1999 Prostor pro Středočeské sdružení výtvarníků, Řevnice
- 1999 Atrium, Praha
- 2000 Galerie výtvarných umění, Havlíčkův Brod
- 2000 Horácká galerie, Nové Město na Moravě
- 2001 Topografie paměti, Brémy, Německo
- 2002 Městská galerie, Týn nad Vltavou
- 2005 Jaroslav Řehna: Kameny / Stones, Románské výstavní prostory ČMVU, Praha

#### Společné
- 1996 Dřevosochařské symposium Stromovka, Park Stromovka, České Budějovice
- 2006	Cesta mramoru, Galerie Chodovská tvrz, Praha
- 2006 Hory, skály, kameny, Výstavní síň Husova 19-21, Praha
- 2007 Hory, skály, kameny, Oblastní galerie Vysočiny v Jihlavě

#### Autorské katalogy
- Jaroslav Řehna: Sochy, 1999, kat. 6 s., výstavní síň Atrium, Žižkov
- Jaroslav Řehna: Kameny/Stones, 2005, Drury R, České muzeum výtvarných umění v Praze, ISBN 80-7056-129-7

#### Kolektivní katalogy
- Dřevosochařské symposium park Stromovka1996 Urbancová Hana(20) + (8), Protisk, s.r.o., České Budějovice
- Mezinárodní sochařské sympozium, IV. ročník)1999 Baše Miroslav , Křepelka Jiří , Řehna Jaroslav katalog(24), Duopress, Mnichovo Hradiště
- Mezinárodní sochařské sympozium VI. ročník2001 Koblasa Jan katalog20, Sdružení obcí Střední Pojizeří, Duopress, Mnichovo Hradiště
- Cesta mramoru / Marble path 2003 Jeníček Tomáš a kol., katalog(28), Dobřichovice
- Kaple Svatého Václava a Cesta přátelství v Bílce pod Milešovkou, 2006 Hlaváčková Miroslava , Šulc Jiří katalog(8), Občanské sdružení Bílky pod Milešovkou, Bílka
- Hory skály kameny / Mountains Cliffs Rocks2007 Štěpán Petr katalog(80),
- České muzeum výtvarných umění, Praha